# Eurasburg (Bad Tölz-Wolfratshausen járás)
Eurasburg település Németországban, azon belül Bajorországban. Lakosainak száma 4350 fő (2023. december 31.). Eurasburg Penzberg és Geretsried községekkel határos.

## Népesség
A település népessége az elmúlt években az alábbi módon változott:
| Lakosok száma | 418  | 796  | 1067 | 2894 | 4269 | 4277 | 4335 | 4290 | 4252 | 4350 |
|               | 1875 | 1950 | 1975 | 1987 | 2012 | 2014 | 2016 | 2017 | 2021 | 2023 |

## Fekvése
Wolfratshausentől délre fekvő település.

## Története

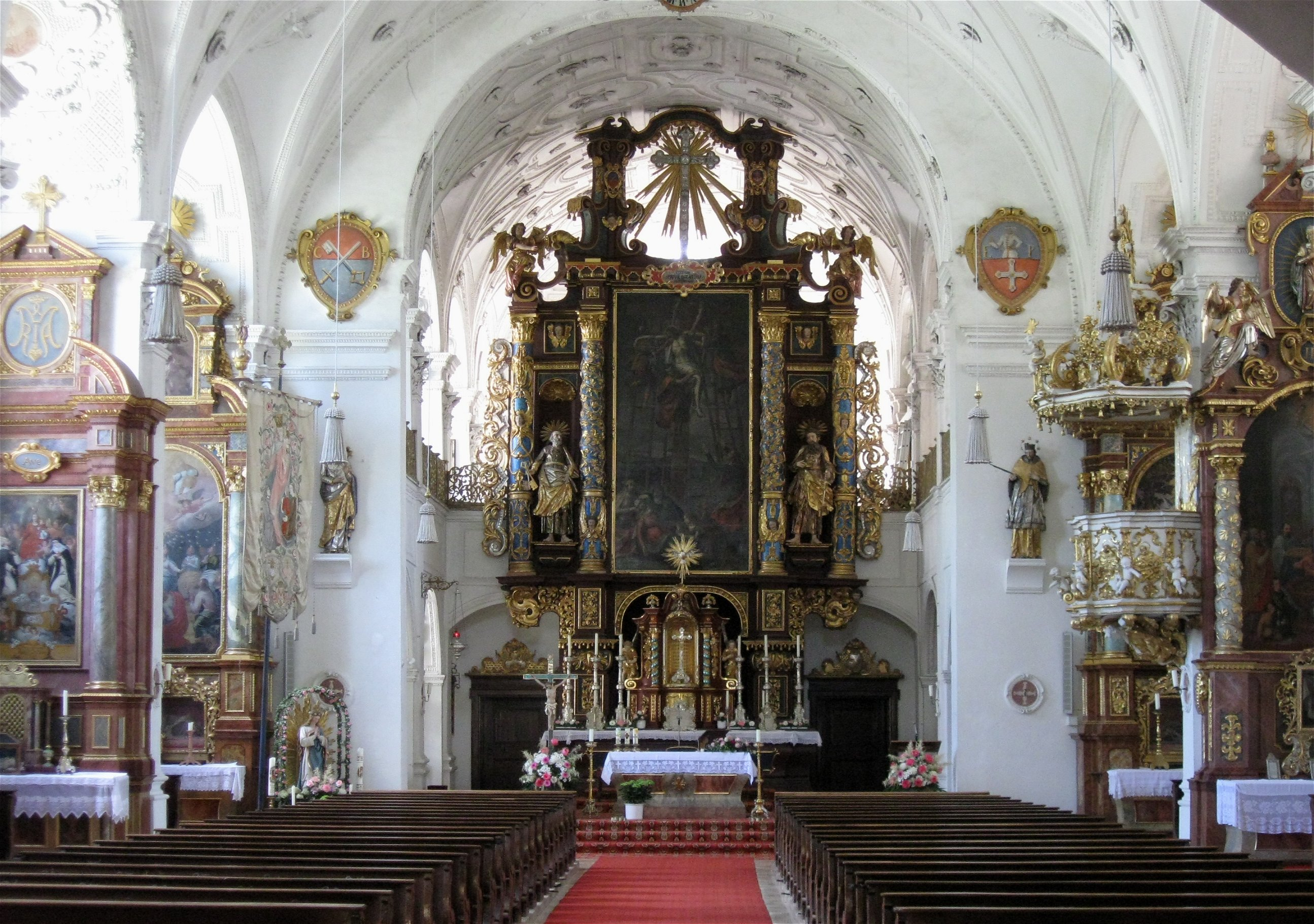
Beuerberg kolostor templomának belseje

Itt áll a Beuerberg (Eurasburg) grófi család késő reneszánsz kastélyának mása. Az eredeti kastélyt 1626-ban a bécsi építész: Peter Candid tervezte. Azonban 1976 szilveszter éjszakáján a palota egész tetőszerkezete gondatlanság miatt leégett. Egyszerű, és mégis lendületes főhomlokzata és az árkádos földszint, valamint a házi-kápolna fennmaradt.

## Galéria

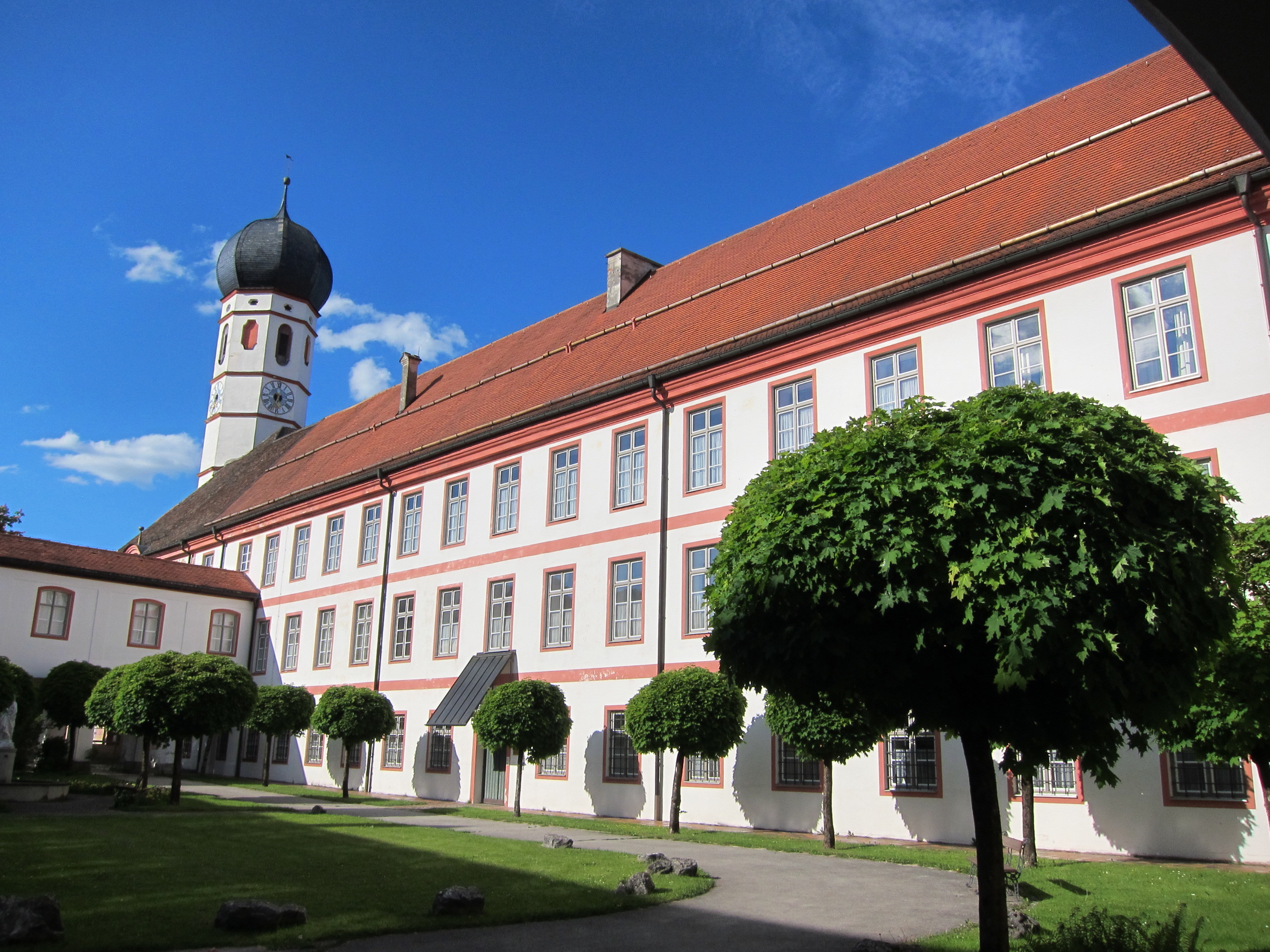
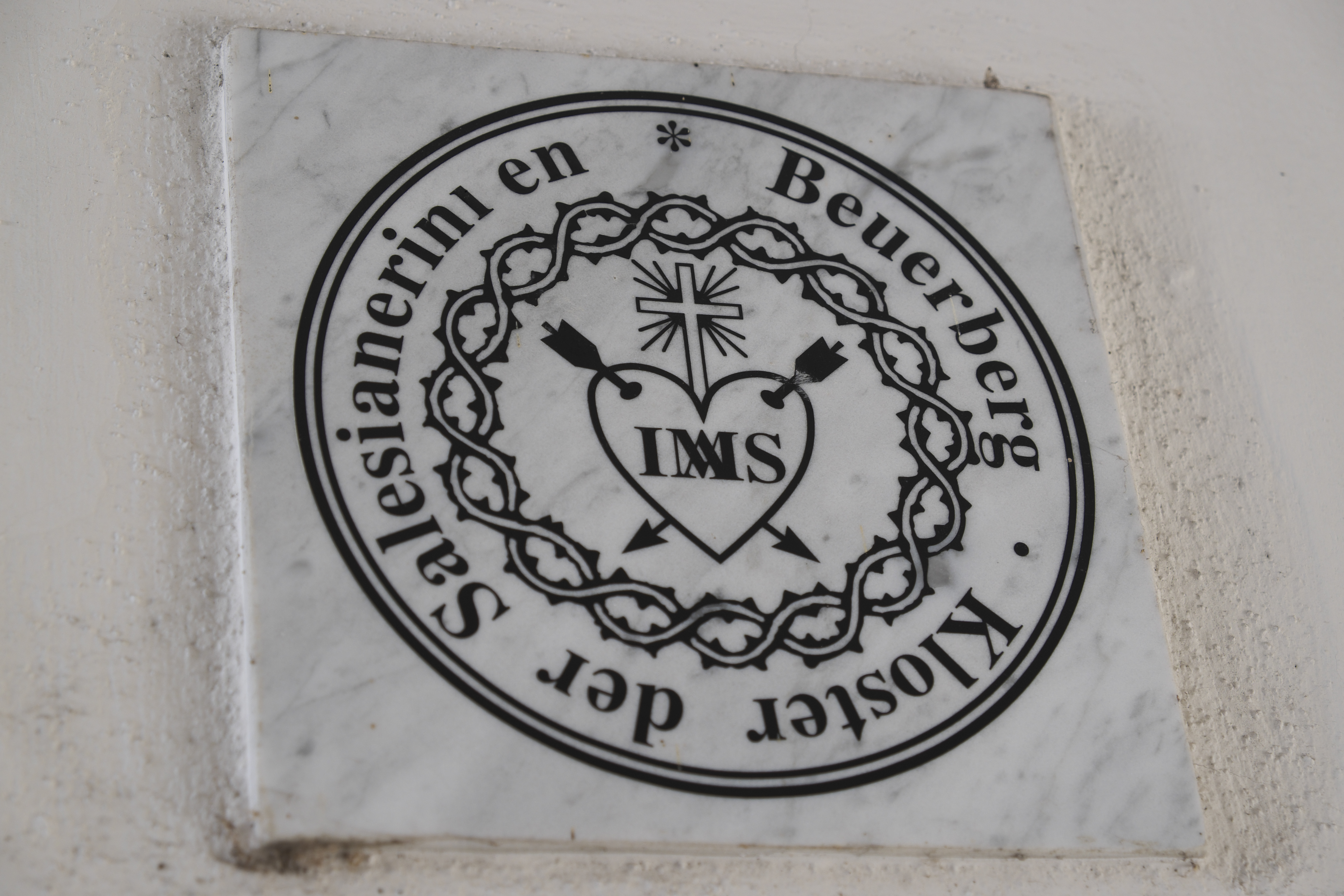
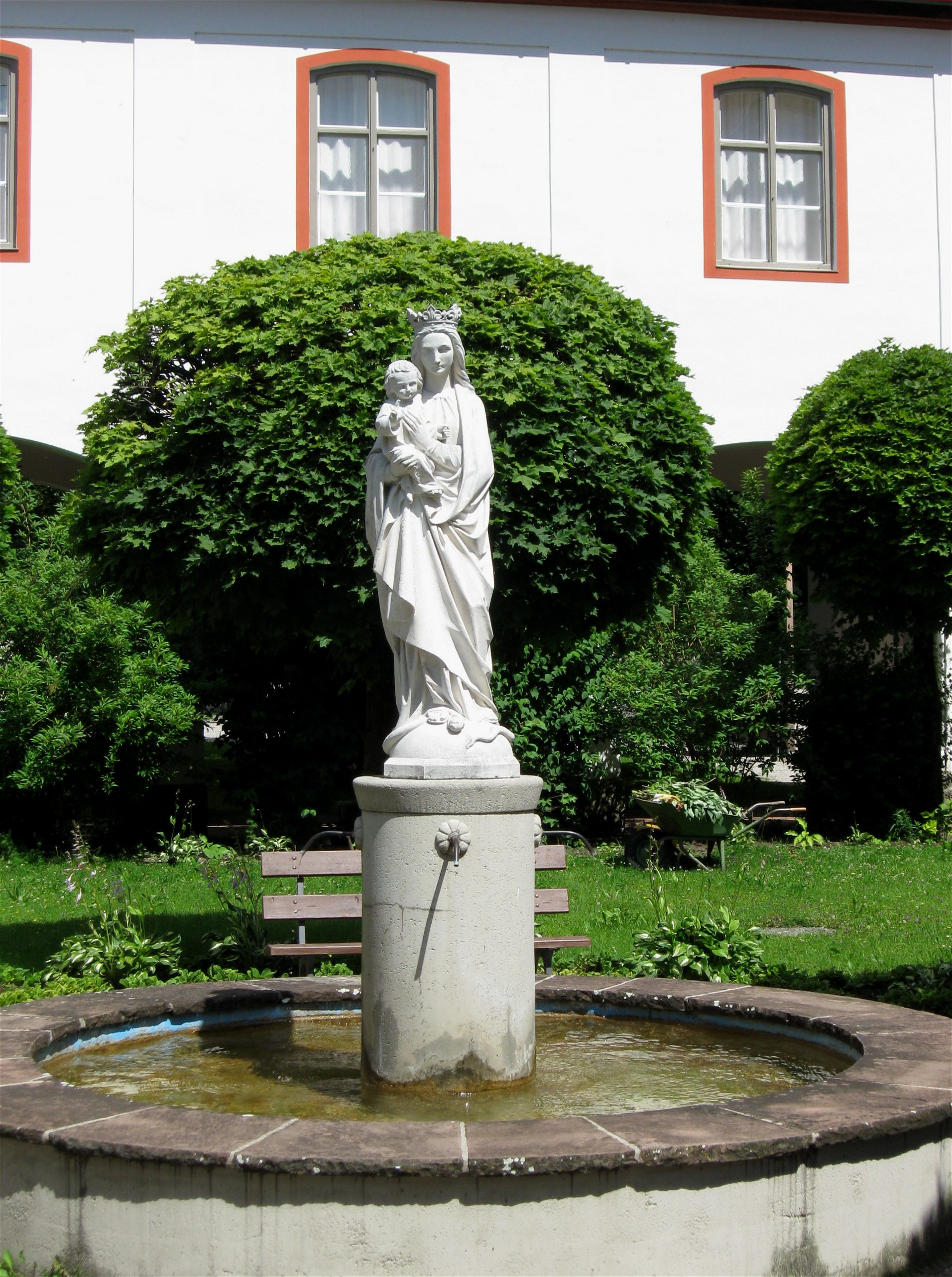
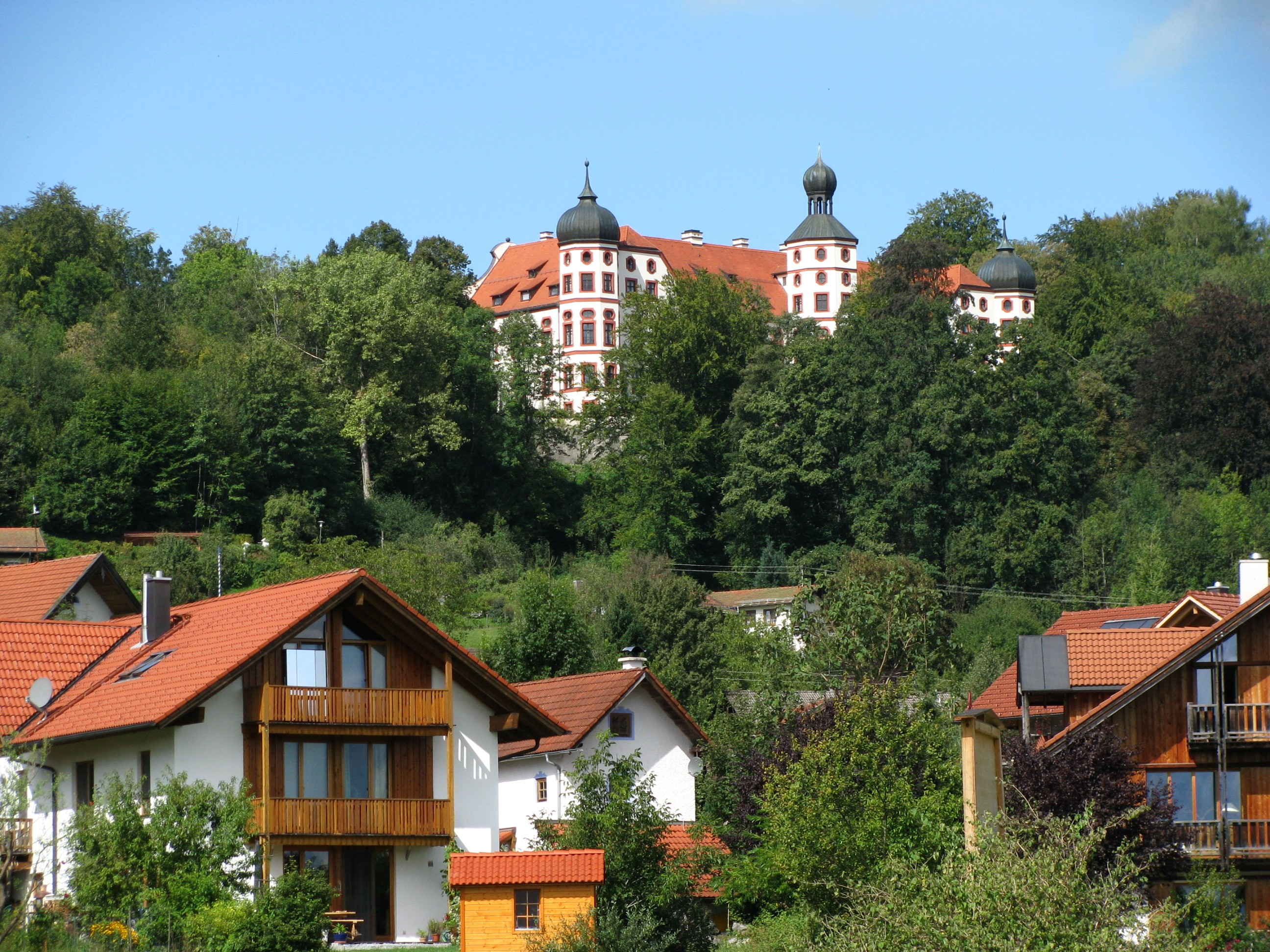
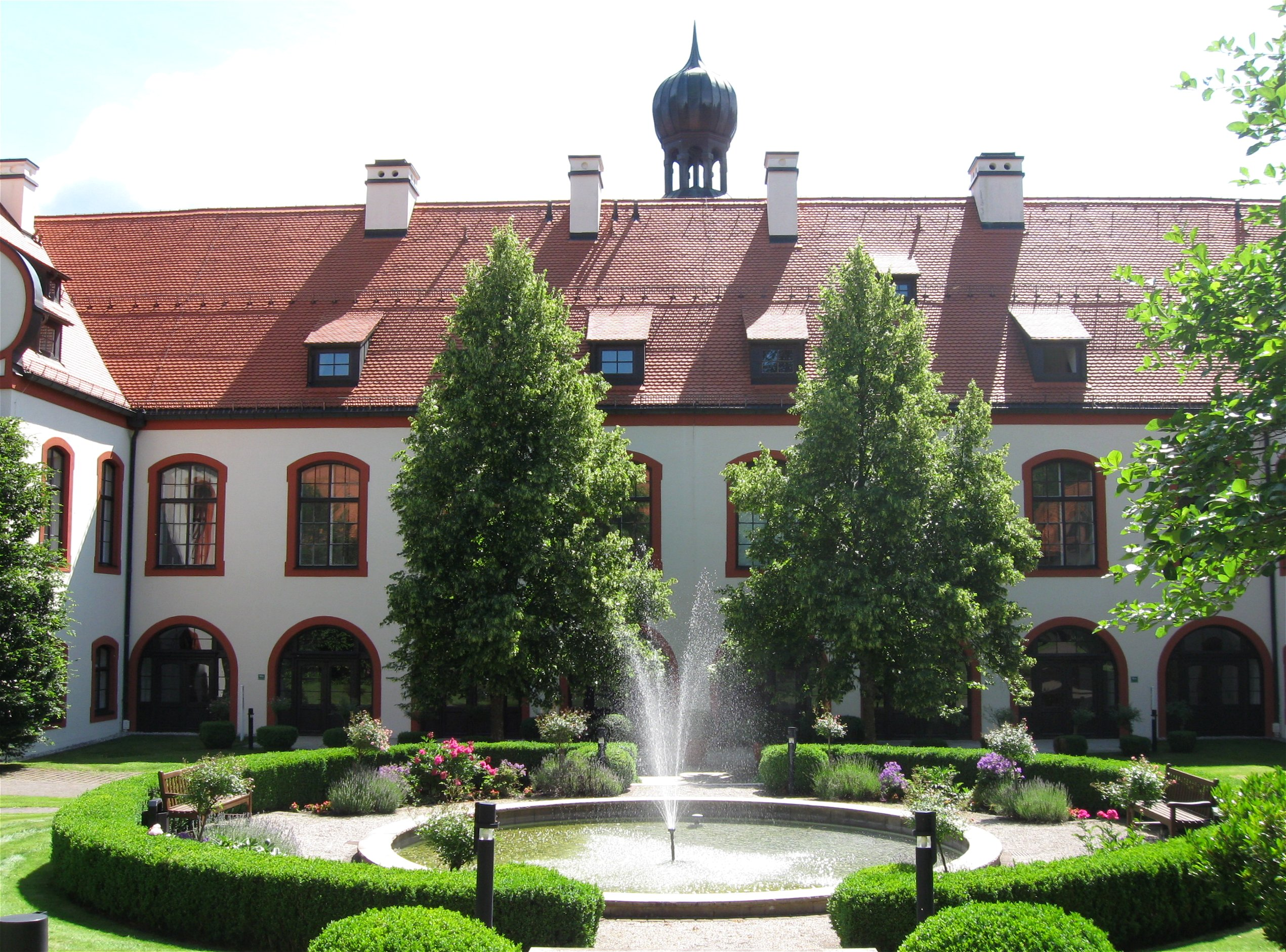
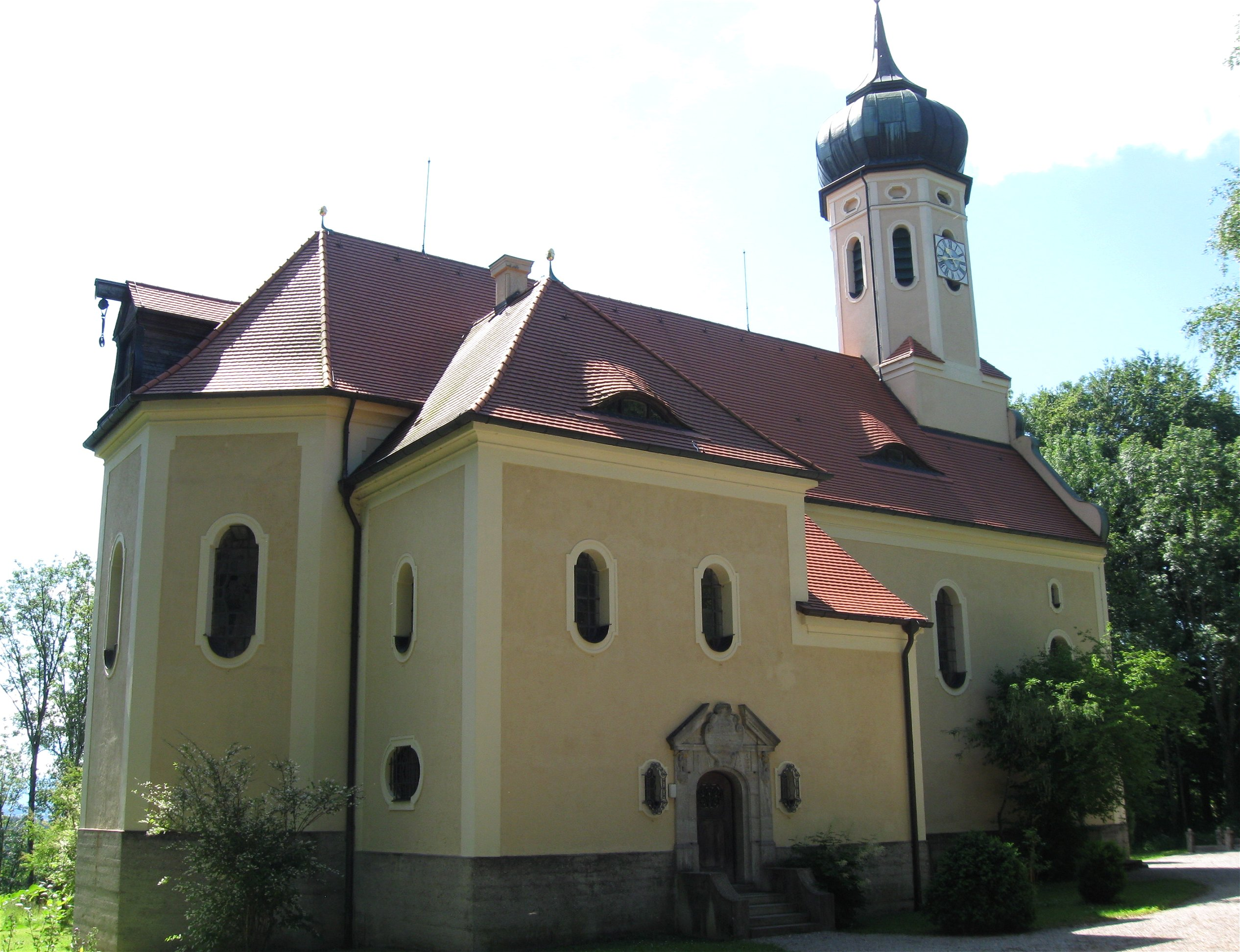
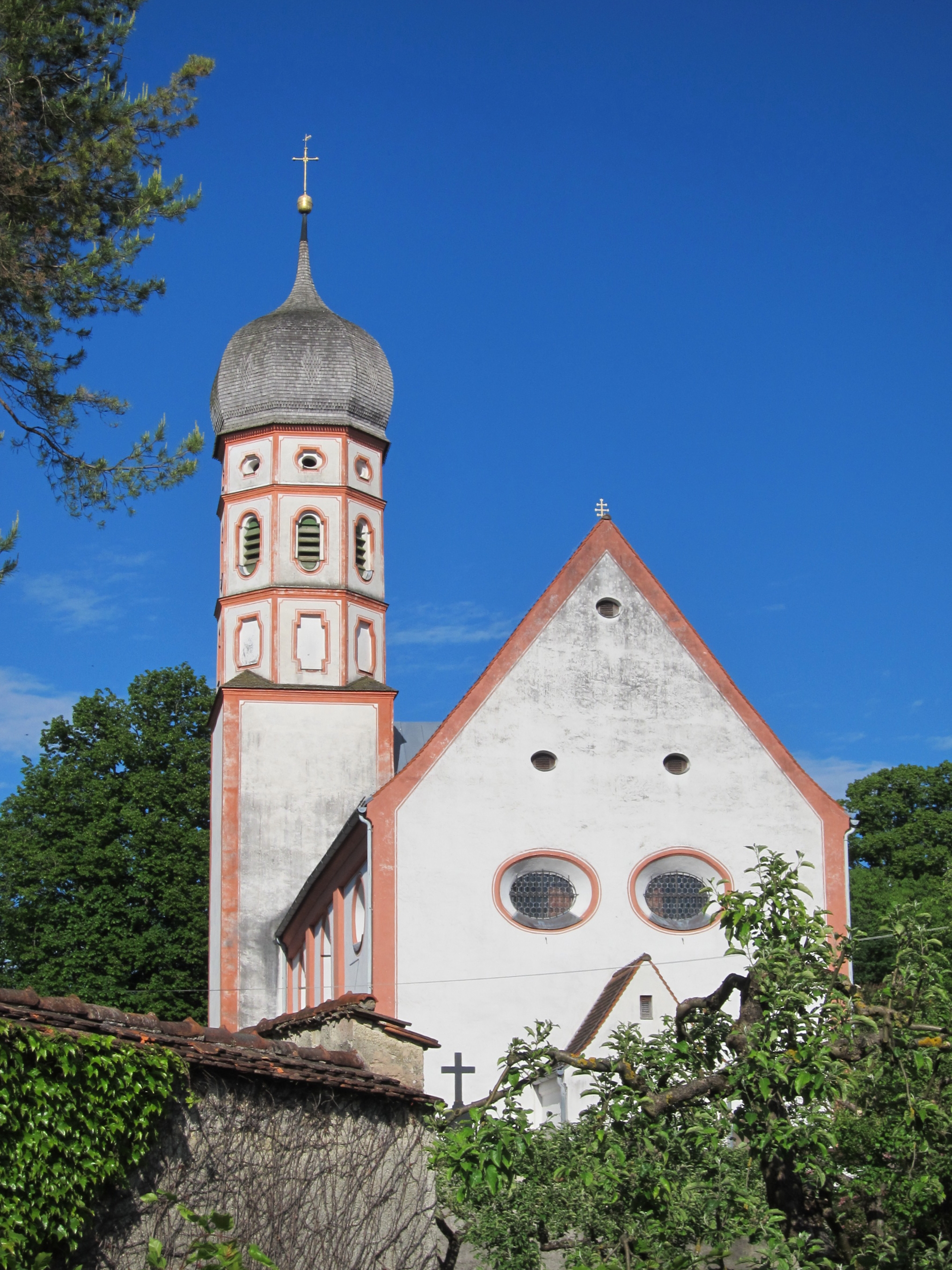
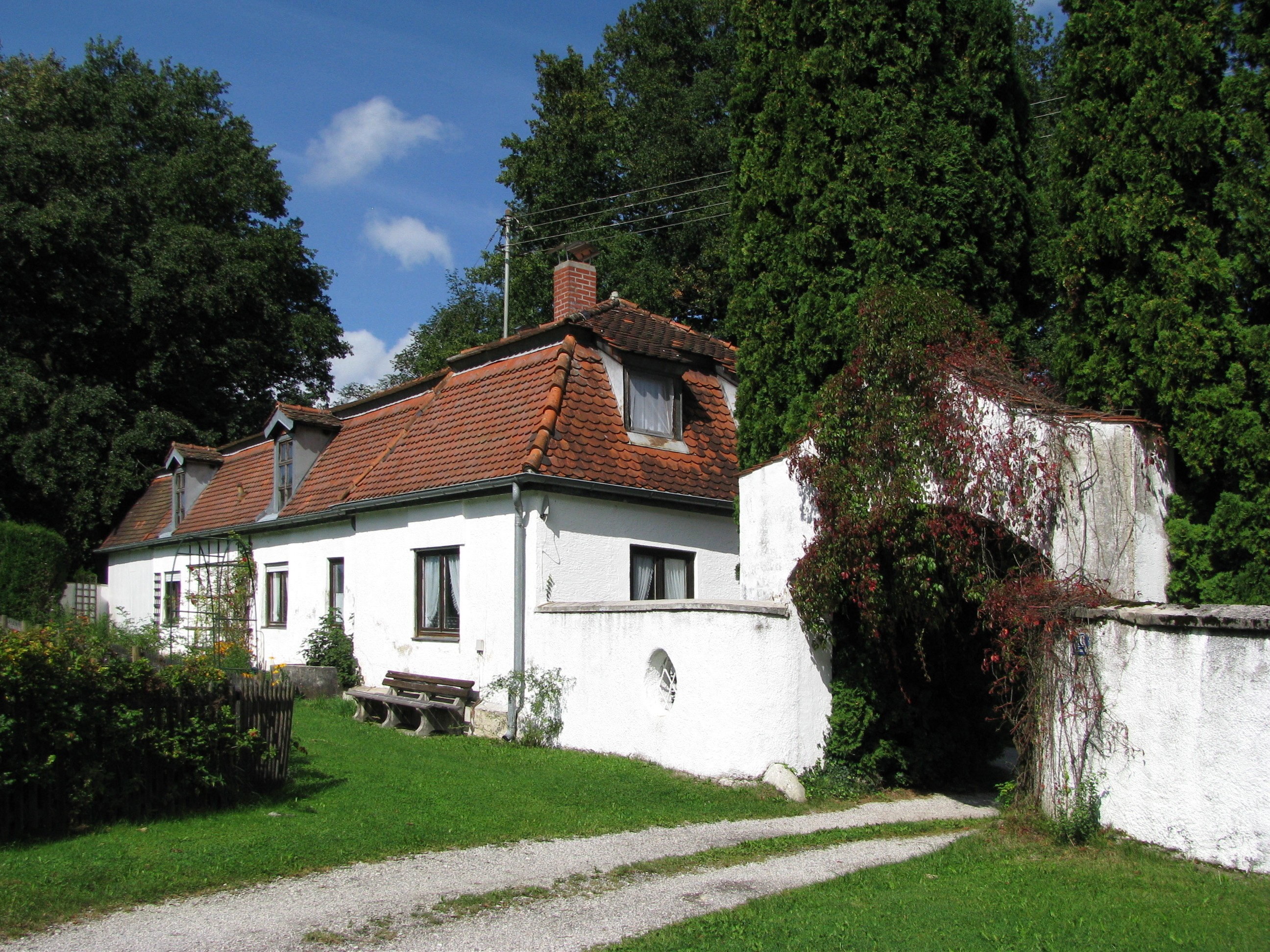
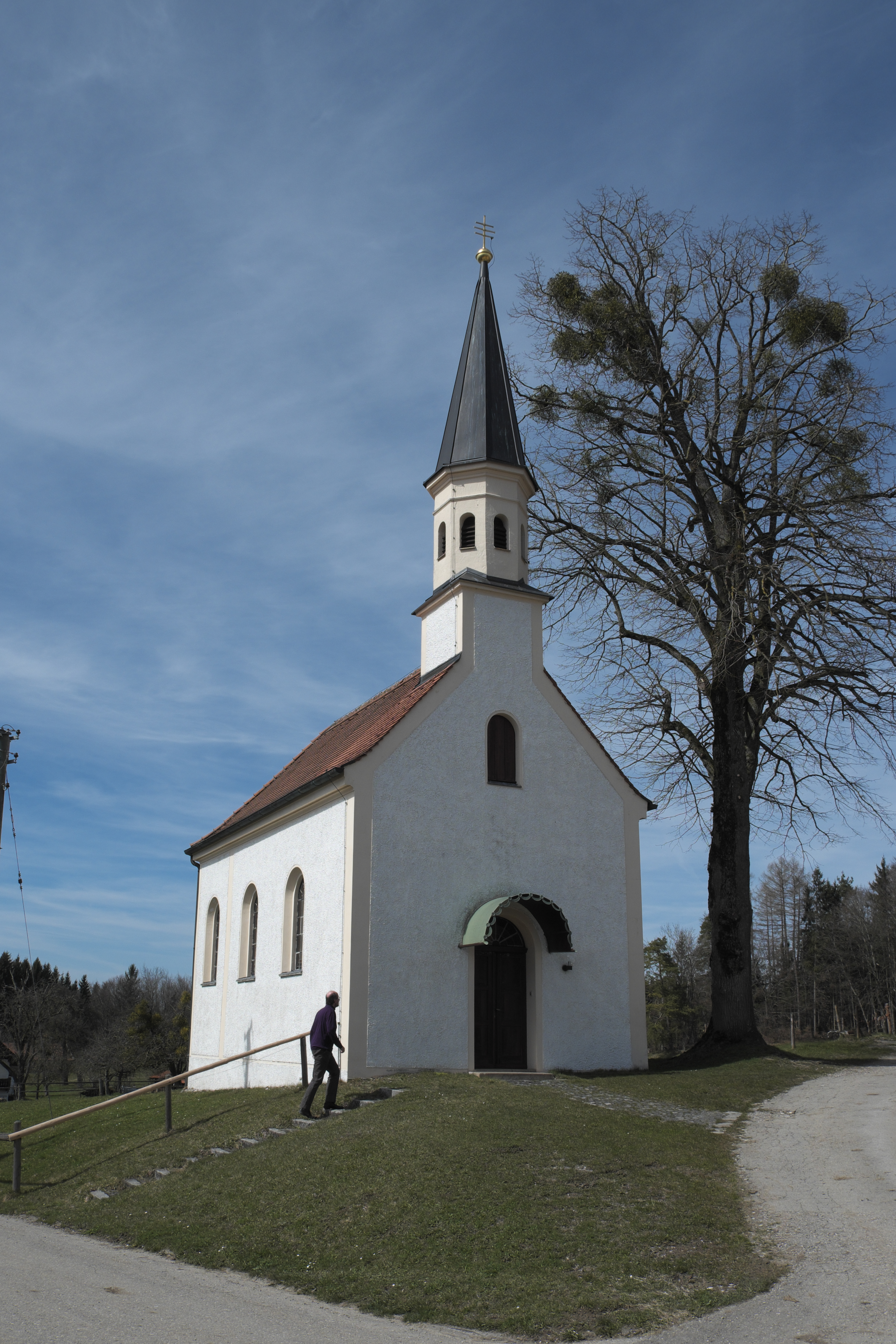
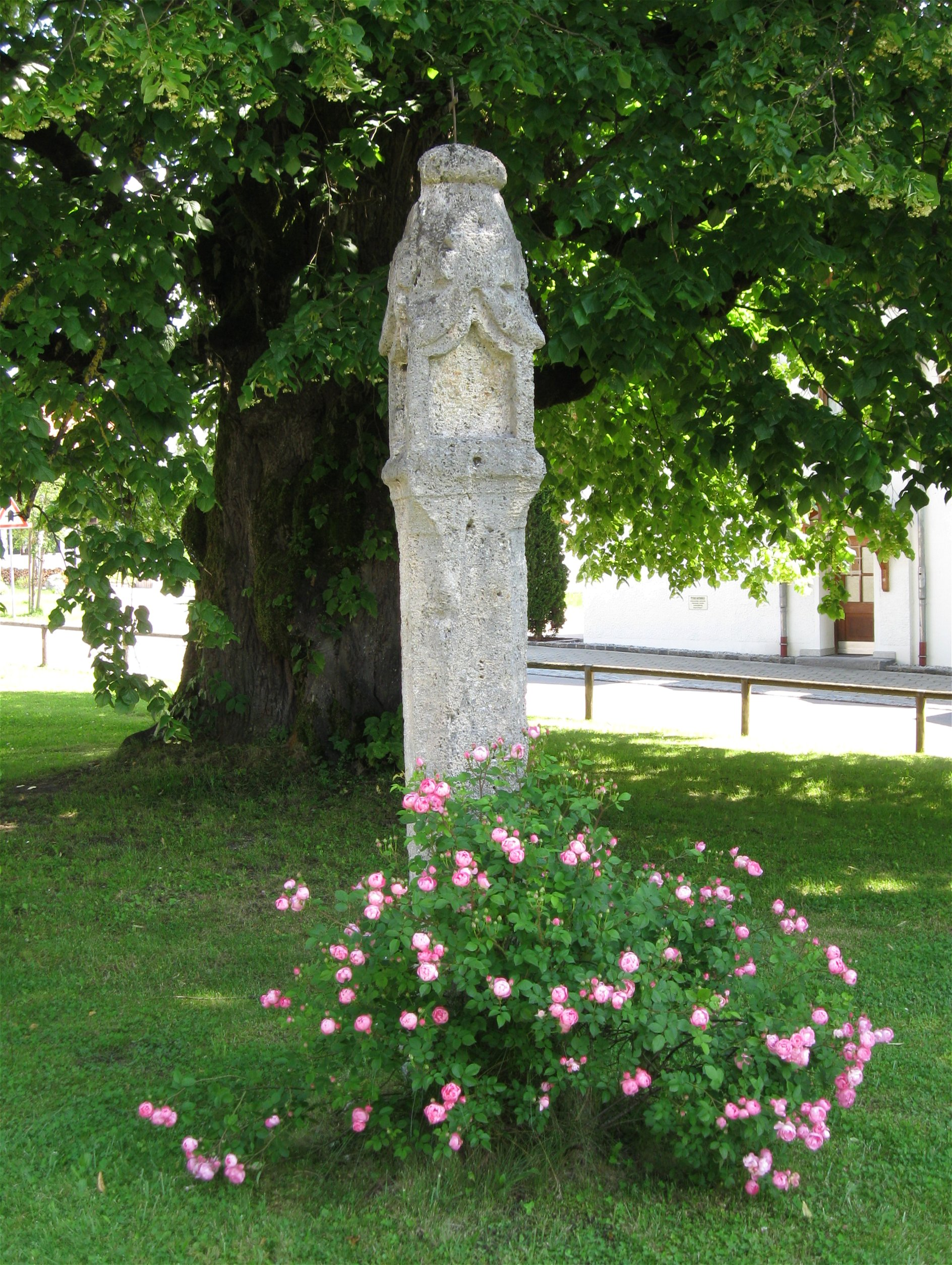
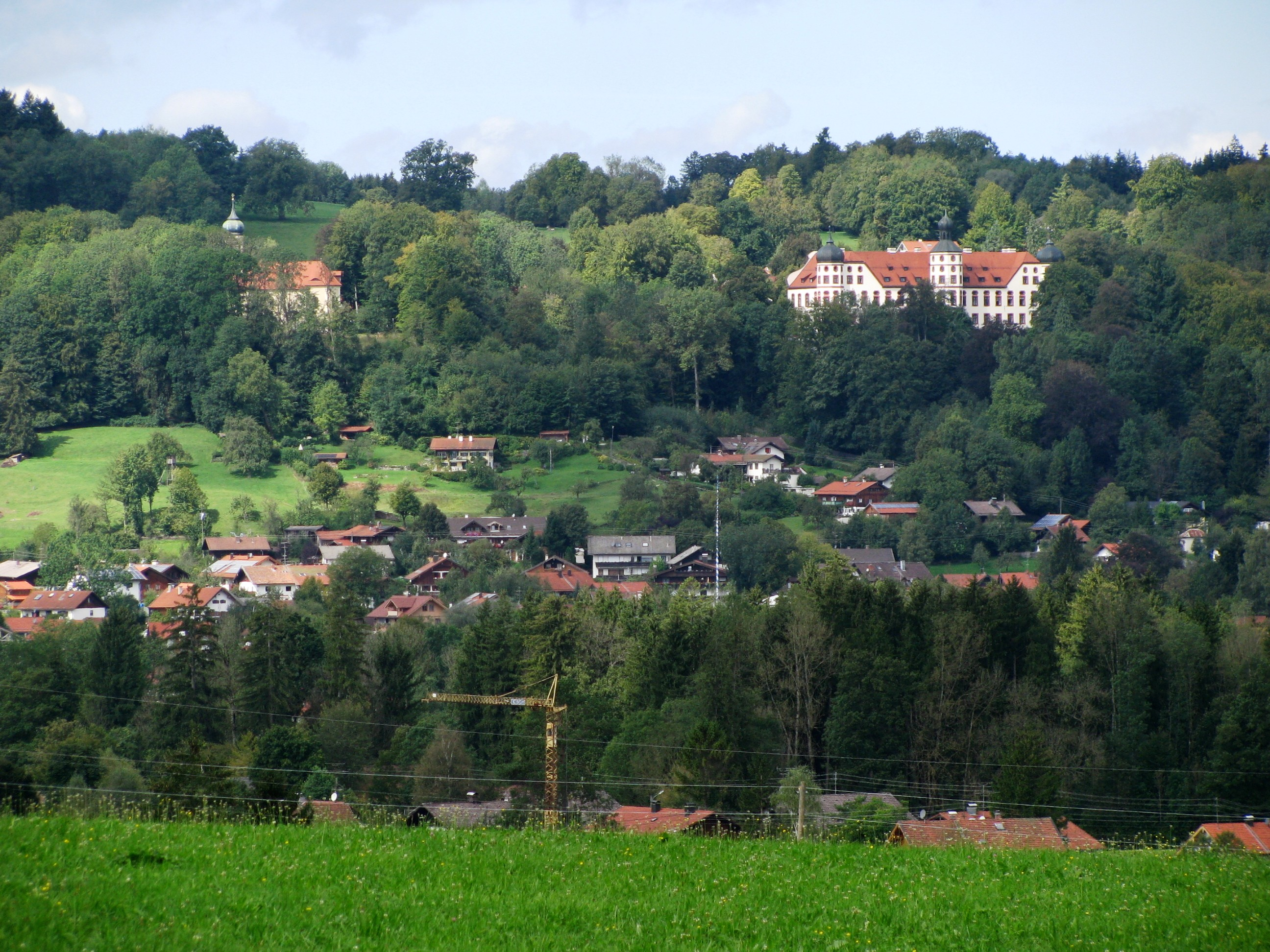
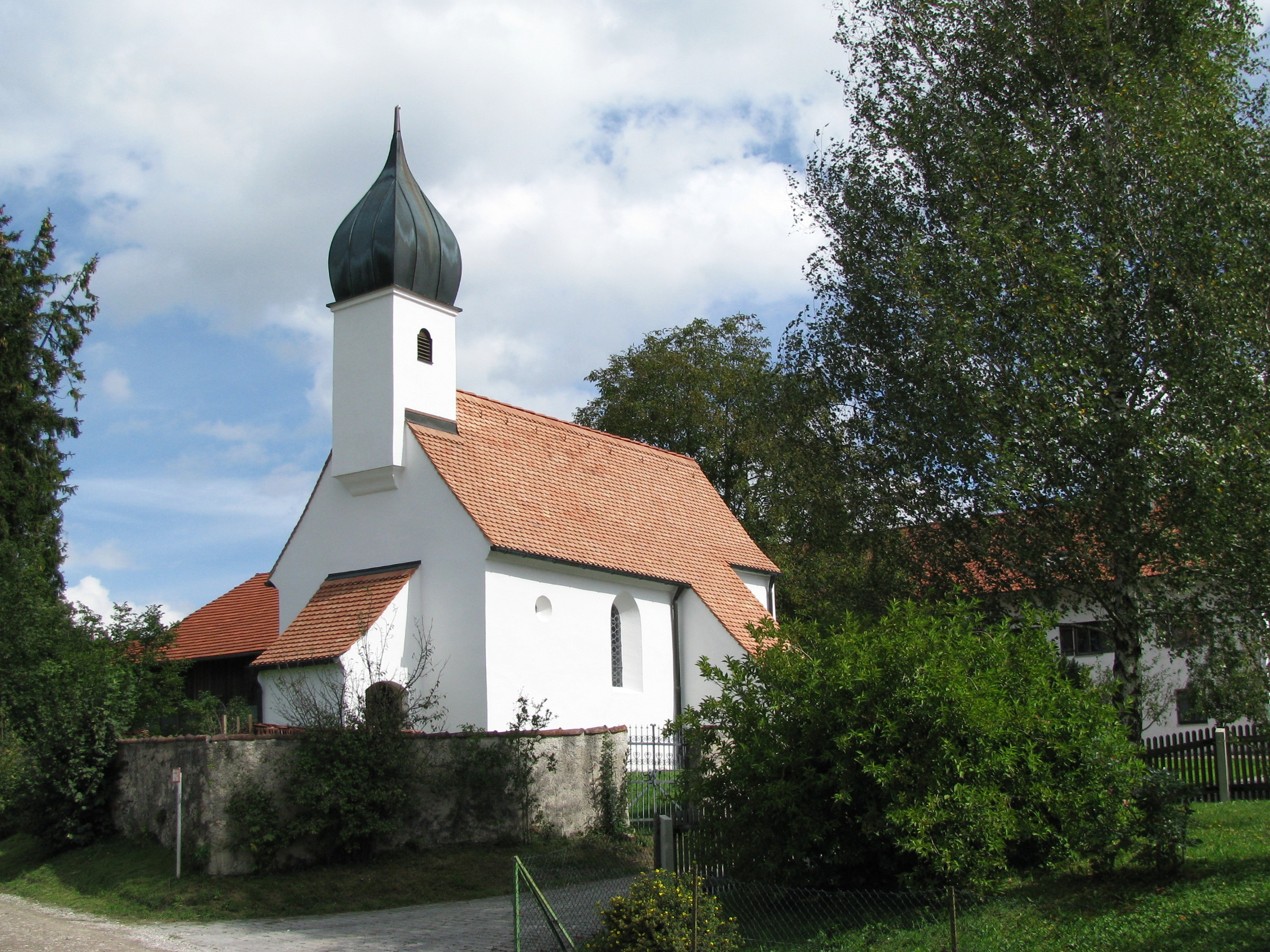